# Сокровища Сеусо

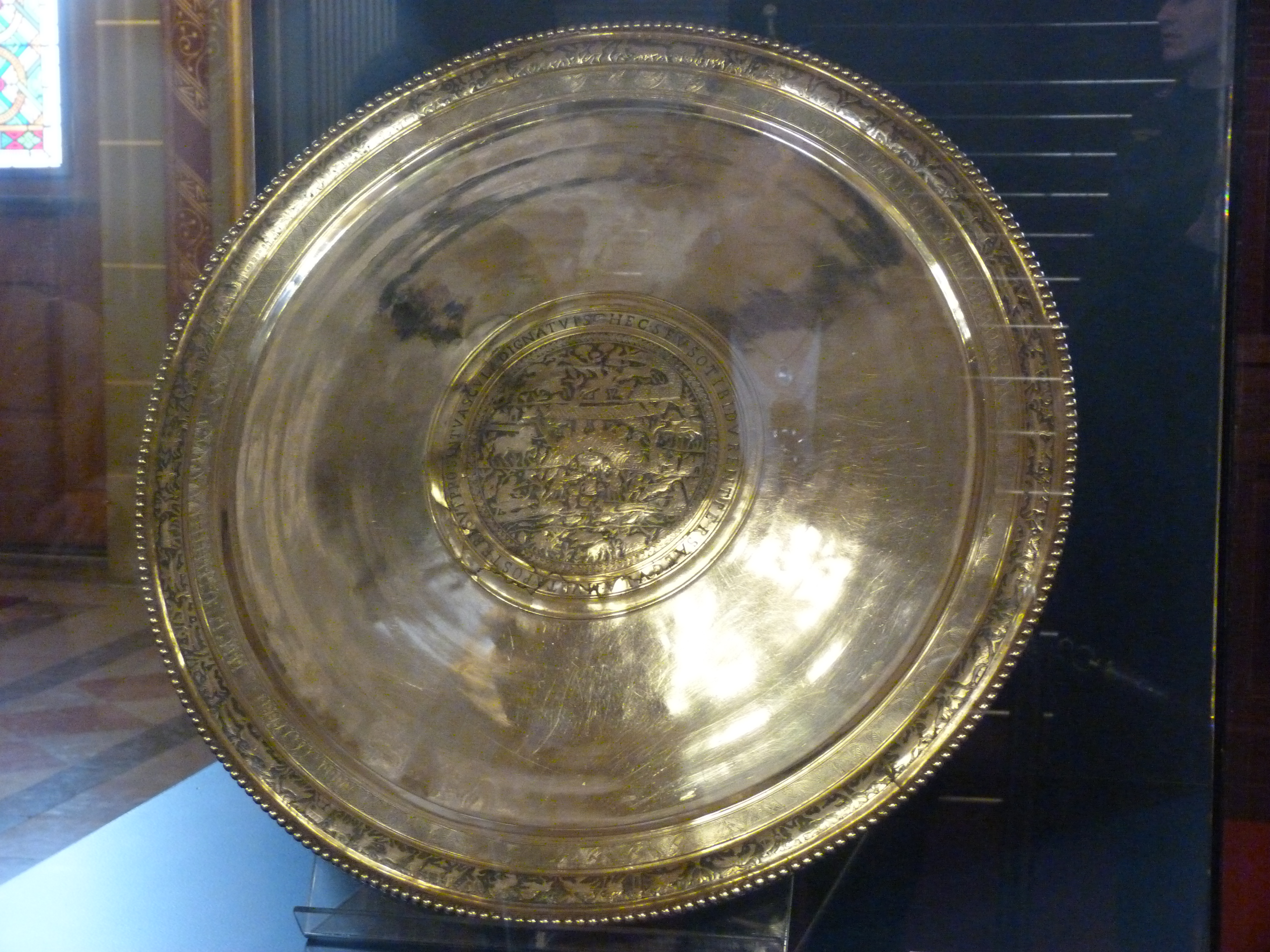
Тарелка с изображением охотников

Сокровища Сеусо (венг. Seuso-kincsek, хорв. Seusovo blago) ― клад из четырнадцати серебряных предметов периода Поздней Римской империи, происхождение и история которого до конца не известны.

## История

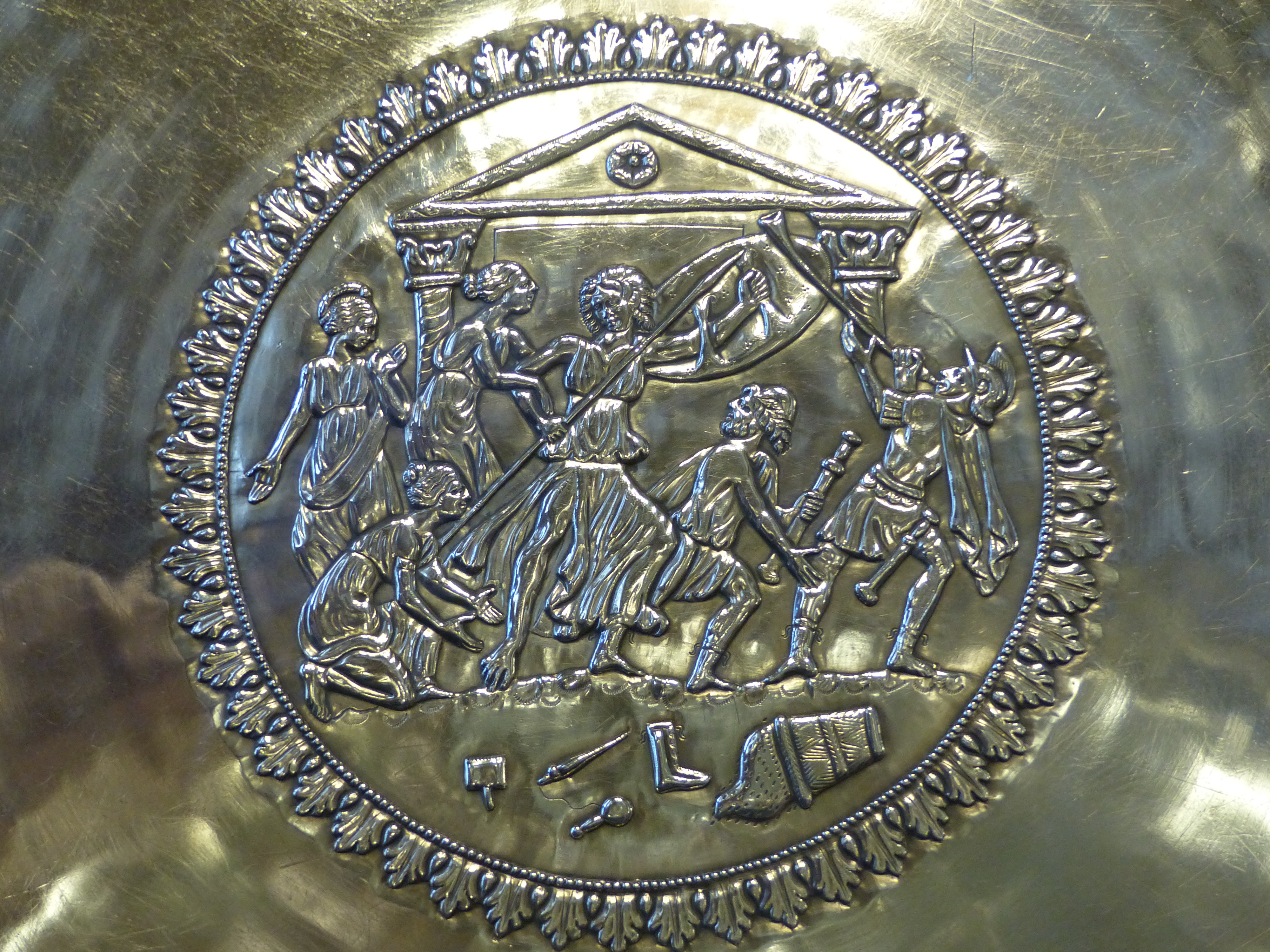
Чеканка на одной из тарелок

Сокровища, находившиеся ранее во владении двух венских торговцев антиквариатом, появились на рынке в Лондоне в 1980 году вместе с документацией, в которой указывалось, что они были обнаружены в районе Тира и Сидона в Ливане. В том же году клад был приобретён маркизом Нортгемптоном. Нортгемптон предпринял попытку продать сокровища в музей Гетти в Лос-Анджелесе за 10 миллионов долларов.
В 1990 году клад был выставлен на продажу в Нью-Йорке на аукционе «Сотби», но потом документация о кладе была признана ложной, а правительства Венгрии, Югославии и Ливана заявили о праве собственности на сокровища. Претензии этих стран на право собственности были отклонены судом США, и клад остался во владении маркиза Нортгемптона. В Скотланд-Ярде до сих пор ведётся дело по поводу сокровищ.
Происхождение клада доподлинно неизвестно. Существует множество научных доказательств того, что клад был впервые найден 1970-х годах после убийства венгерского солдата, который обнаружил сокровище во время незаконных раскопок на археологическом участке в Венгрии.

## Содержимое

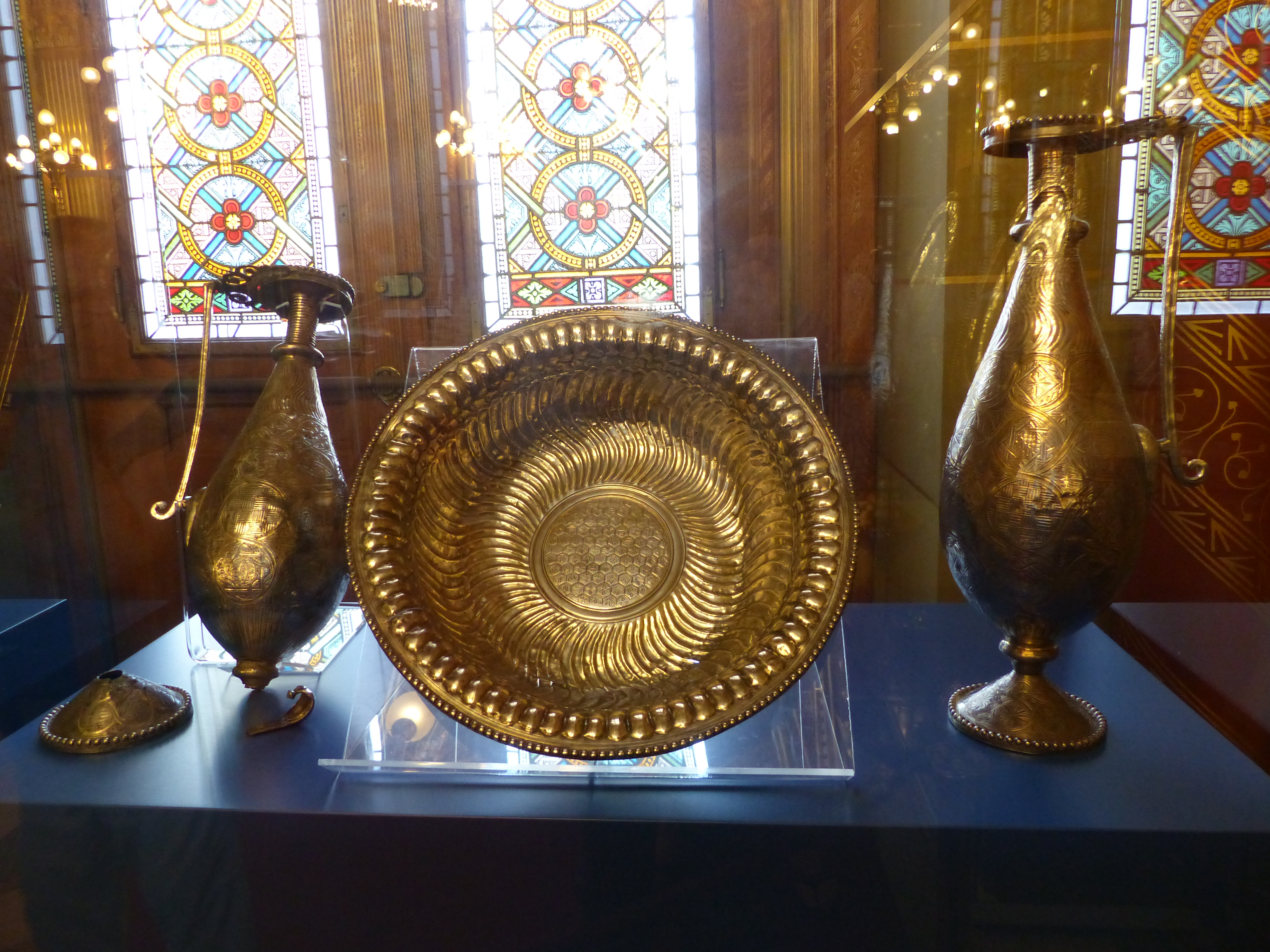
Сосуды

Сокровищница состоит из четырнадцати богато украшенных серебряных сосудов и медного сосуда, в котором они находились. Клад датируется концом четвертого или началом пятого века нашей эры. Наиболее примечательным является большое блюдо диаметром 70 см и весом почти 9 кг, на котором есть надпись на латинском языке:
Hec Sevso tibi dvrent per saecvla mvlta
Posteris vt prosint vascvla digna tvis
В переводе эти слова означают:
Да будут они [Сеусо] твоими на долгие века.
Эти сосуды будут достойно служить вашему потомству.

## Споры

### Первоначальные споры

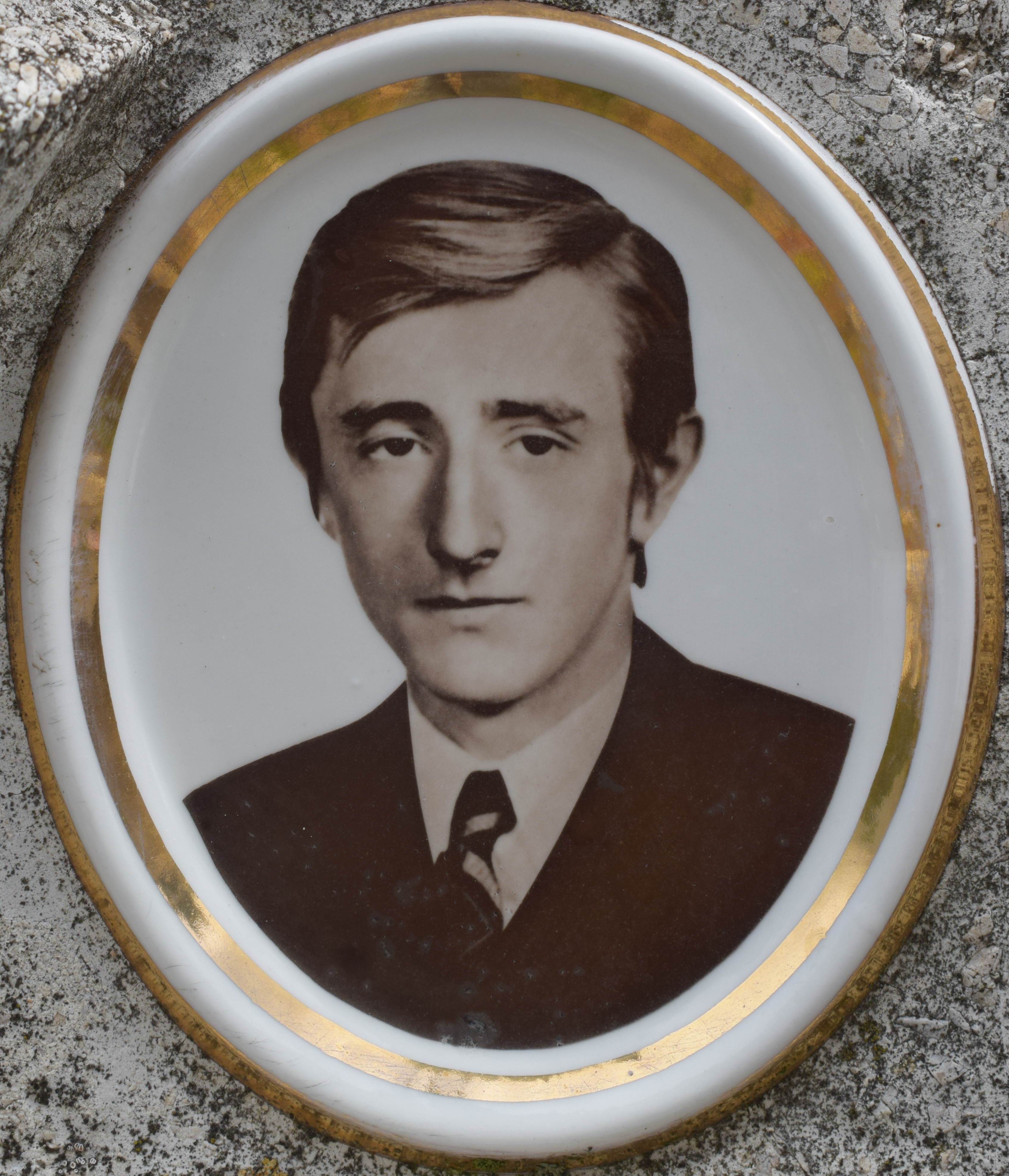
Йожеф Сумег

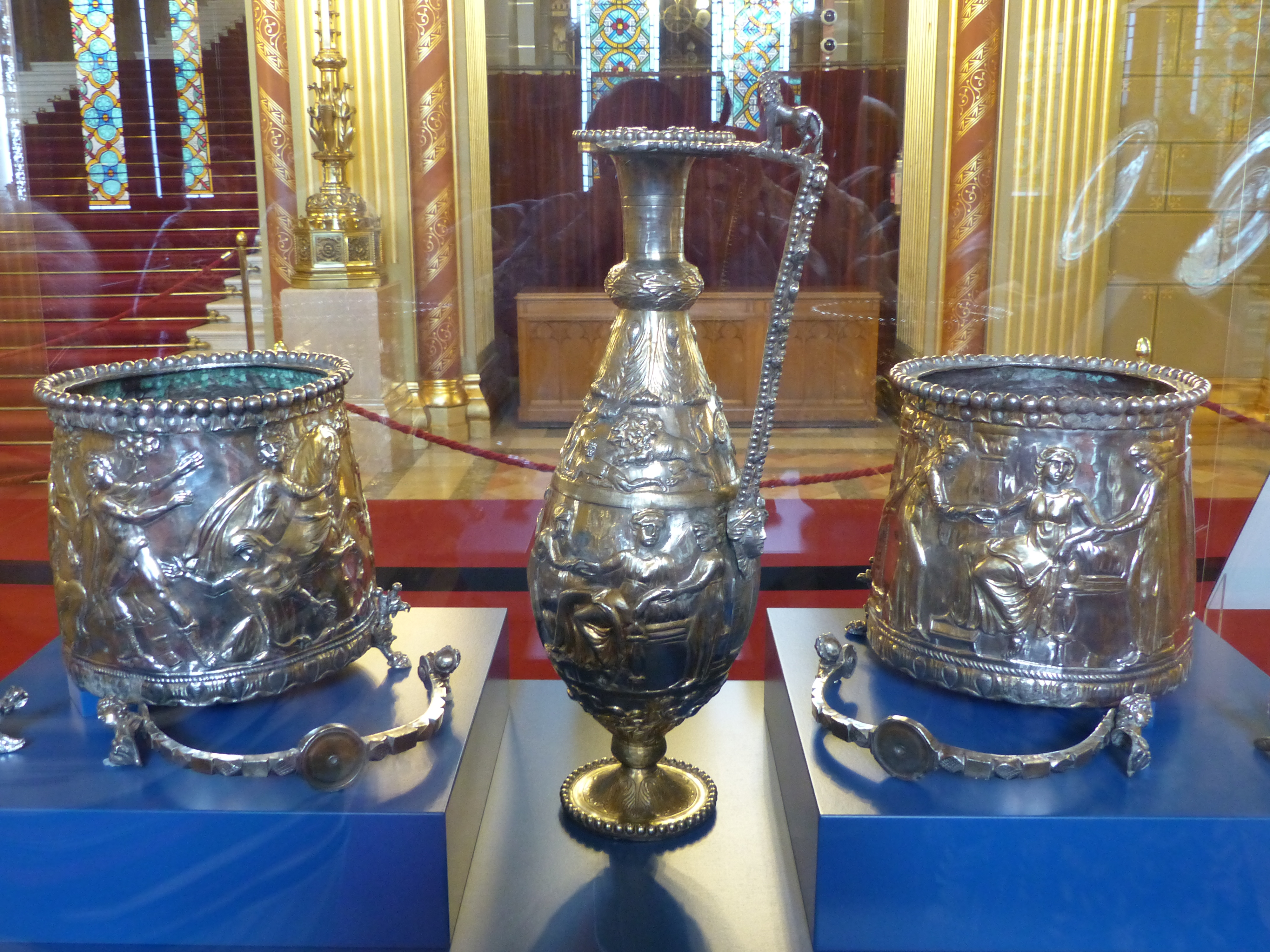
Часть сосудов из сокровищницы

Венгерские власти утверждают, что клад был обнаружен молодым солдатом Йожефом Сумегом примерно в 1975–1976 годах недалеко от города Полгарди в Центральной Венгрии. Тело Сумега было найдено в 1980 году. Официальное расследование установило, что он покончил жизнь самоубийством, но позже полиция пришла к выводу, что он был убит.
Югославия сообщила, что клад был первоначально найден 30 июня 1960 года в деревне Барбарига в Истрии, на территории современной Хорватии. Деревня находится примерно в 20 км к северу от города Пула, основанного ещё в древнеримские времена. По словам местных жителей, клад был обнаружен в старых окопах на территории комплекса Югославской народной армии (ЮНА). В 1980-х годах ЮНА дала разрешение местным археологам провести раскопки на этом месте. Согласно неподтвержденным сообщениям очевидцев, 14 артефактов были лишь небольшой частью гораздо большей сокровищницы, поскольку солдатам и полиции потребовалось шесть дней, чтобы составить список всех предметов, найденных на этом месте. Однако большинство информации так и не было обнародовано, поскольку место раскопок полностью находилось в военной зоне, закрытой для гражданских лиц. Югославским археологам в конечном счёте не удалось найти каких-либо убедительных доказательств происхождения сокровищ, хотя было доказано, что остатки почвы, обнаруженные на артефактах, соответствуют образцам почвы из этого района. После распада Югославии дело о кладе завела Хорватия, включив результаты анализа почвы в свой официальный иск о праве собственности в суд Нью-Йорка.
В ноябре 1993 года Апелляционный суд Нью-Йорка отклонил иски и не нашёл оснований для изъятия сокровищ у маркиза Нортгемптона. Артефакты были заперты в хранилище банка, из-за этого последовали дальнейшие судебные разбирательства.
25 июня 1999 года британское правительство подтвердило, что оно больше не заинтересовано в вопросе о принадлежности сокровищ, и подтвердило свое решение не возбуждать дело.

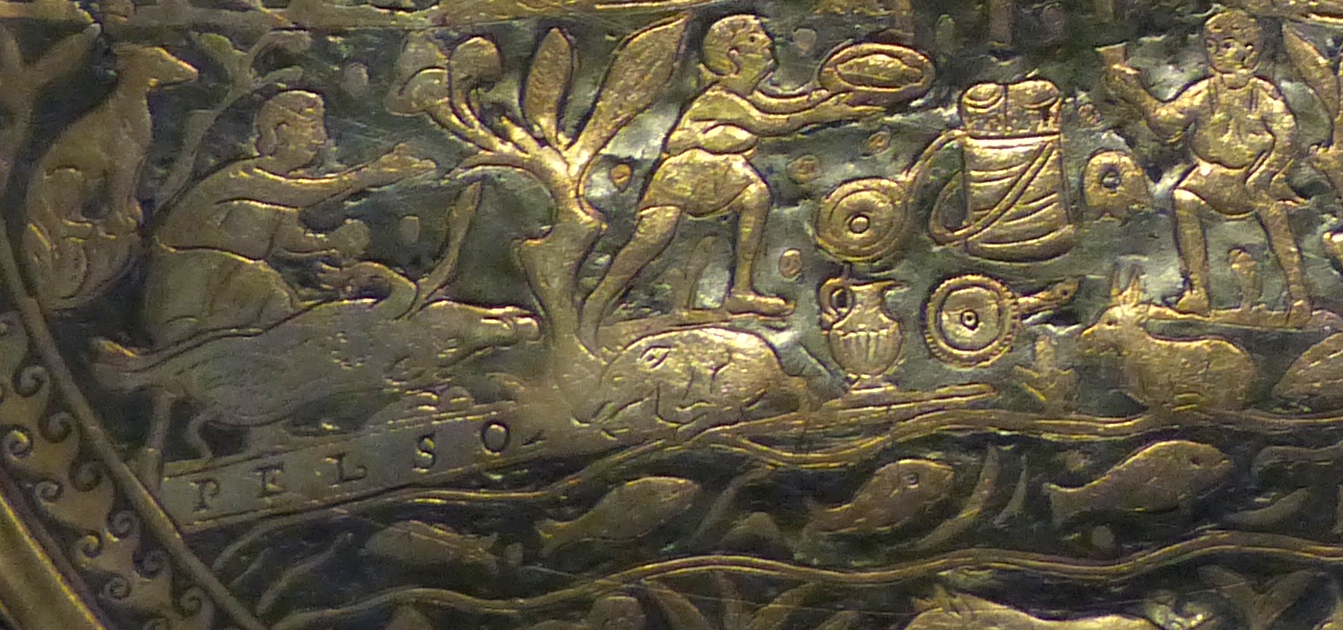
Надпись «Pelso» на одной из тарелок

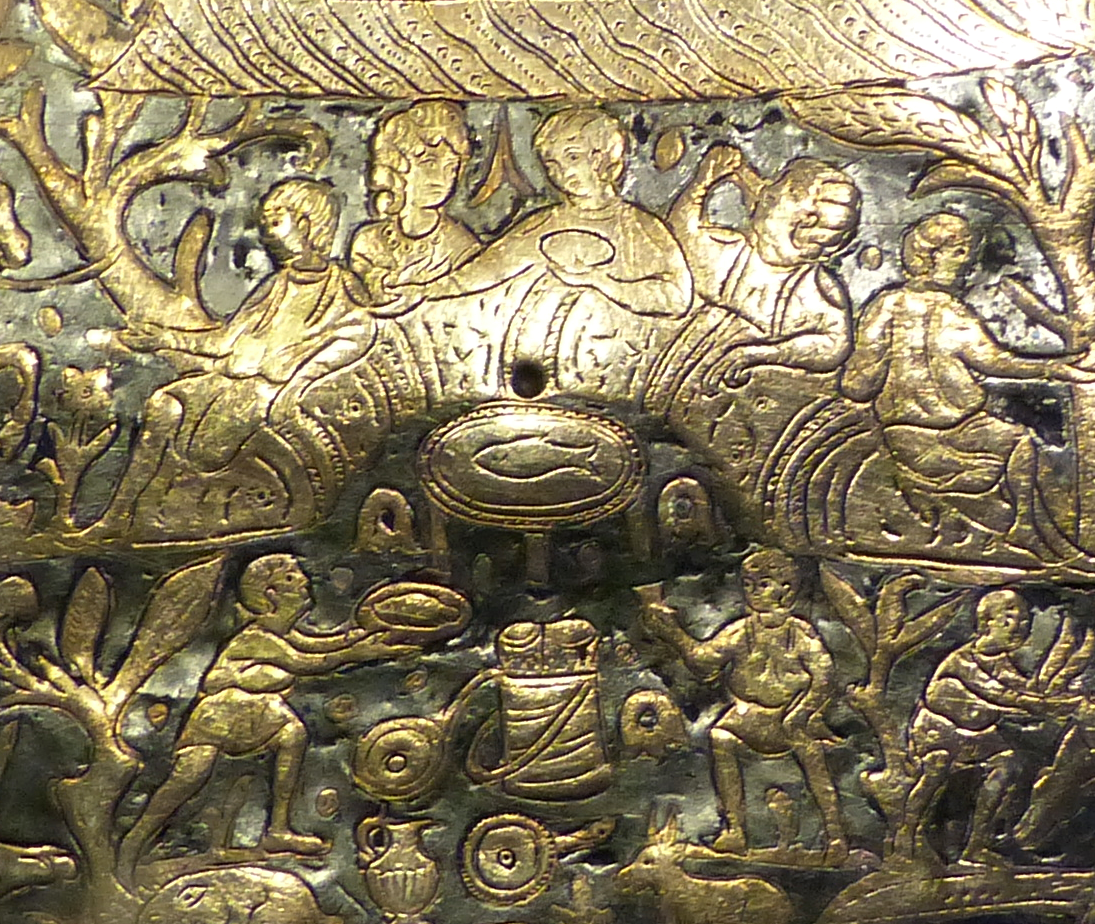

Претензии Венгрии на владение сокровищами также оправдываются тем фактом, что на одной из тарелок из клада Сеусо можно увидеть надпись «Pelso» ― это латинское название озера Балатон, находящегося в Венгрии. Озеро находится к западу от предполагаемого места обнаружения клада. Также недалеко от озера в 1873 году был обнаружен древнеримский треножник; по мнению ученых, этот предмет был украшен так же, как и артефакты сокровищницы Сеусо. Существуют гипотезы, что треножник и сосуды из сокровищницы были созданы одним и тем же мастером. Сейчас треножник хранится в Венгерском национальном музее в Будапеште.

### Развязка событий
В сентябре 2006 года лондонский аукционный дом Bonhams объявил, что в будущем выставит сокровище на своём аукционе. Министр образования и культуры Венгрии сказал, что «теперь сокровище не может быть продано». 12 октября 2006 года в Палате лордов были даны письменные ответы, касающиеся возможного пересмотра претензии Венгрии на сокровища с момента ее вступления в Европейский Союз в 2004 году. Bonhams провёл выставку клада 17 октября 2006 года.
В марте 2007 года издательство The Art Newspaper сообщило, что существует еще 187 ложек из позолоченного серебра, 37 чашек для питья из позолоченного серебра и 5 серебряных чаш, являющихся частью сокровищ Сеусо; но эта информация пока никем не подтверждается.
Исследование, проведённое в феврале 2008 года венгерским археологом Жольтом Визи, укрепило мнение о том, что клад может происходить из района озера Балатон в Венгрии.
В декабре 2008 года программа канала Channel 4 «Time Team» выпустила специальный выпуск о сокровищах. Программа по плану должна была представить доказательства того, что район вероятного происхождения клада находится в Венгрии, недалеко от города Полгарди. Маркиз Нортгемптон отказался от запланированного участия в программе, а Channel 4 не получил разрешения снимать сокровища, на тот момент хранящиеся в аукционном доме Bonhams в Лондоне.

### Возвращение клада в Венгрию
26 марта 2014 года премьер-министр Венгрии Виктор Орбан объявил, что половина сокровищ Сеусо (семь предметов) была куплена Венгрией за 15 миллионов евро. Эти семь артефактов были выставлены на временную экспозицию в здании венгерского парламента 29 марта 2014 года.
12 июля 2017 года оставшиеся семь артефактов также вернулись в Венгрию. Они были куплены за 28 миллионов евро. В 2018 году сокровища были перемещены в Будапештский музей изобразительных искусств.

## Галерея

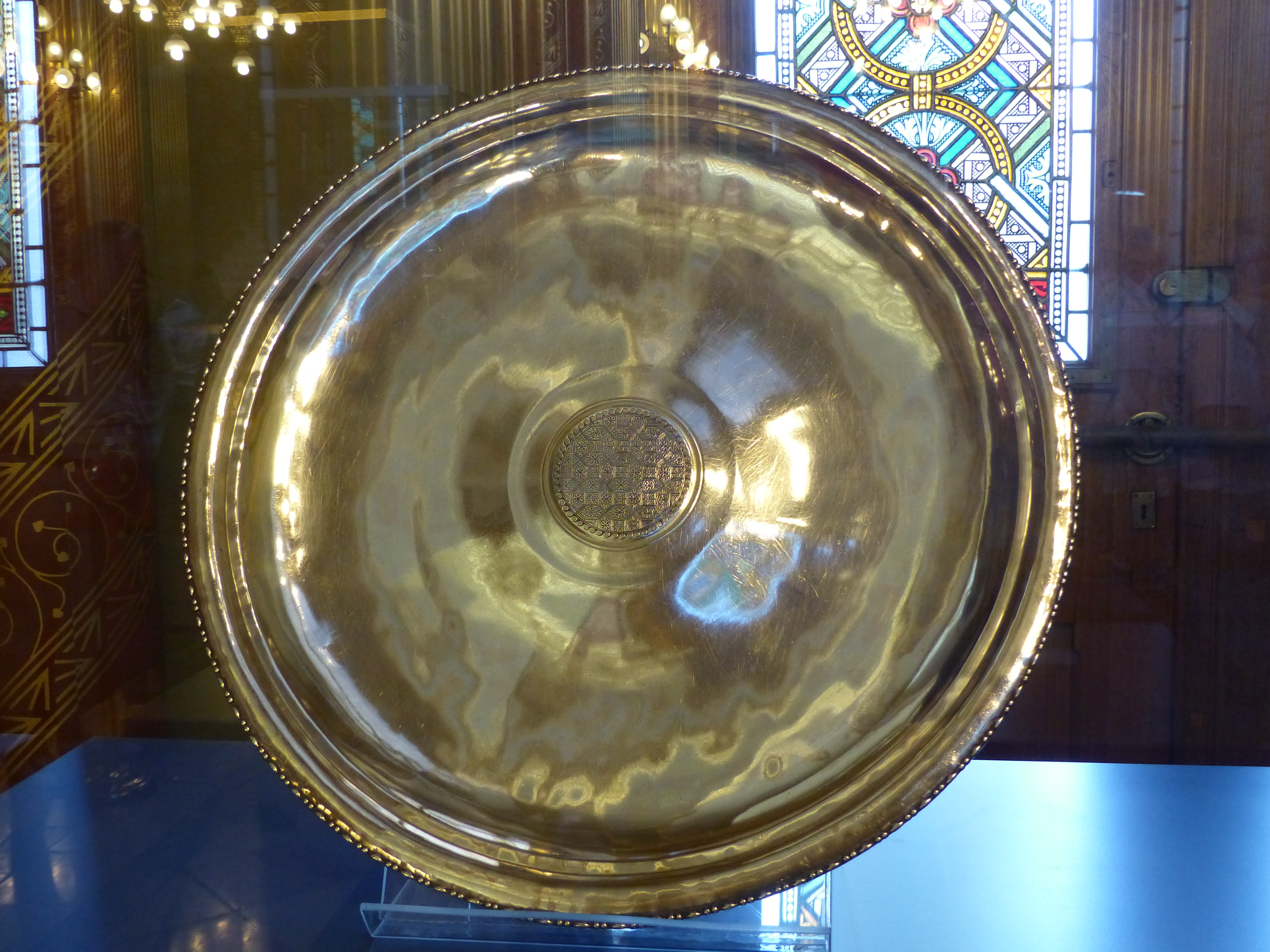
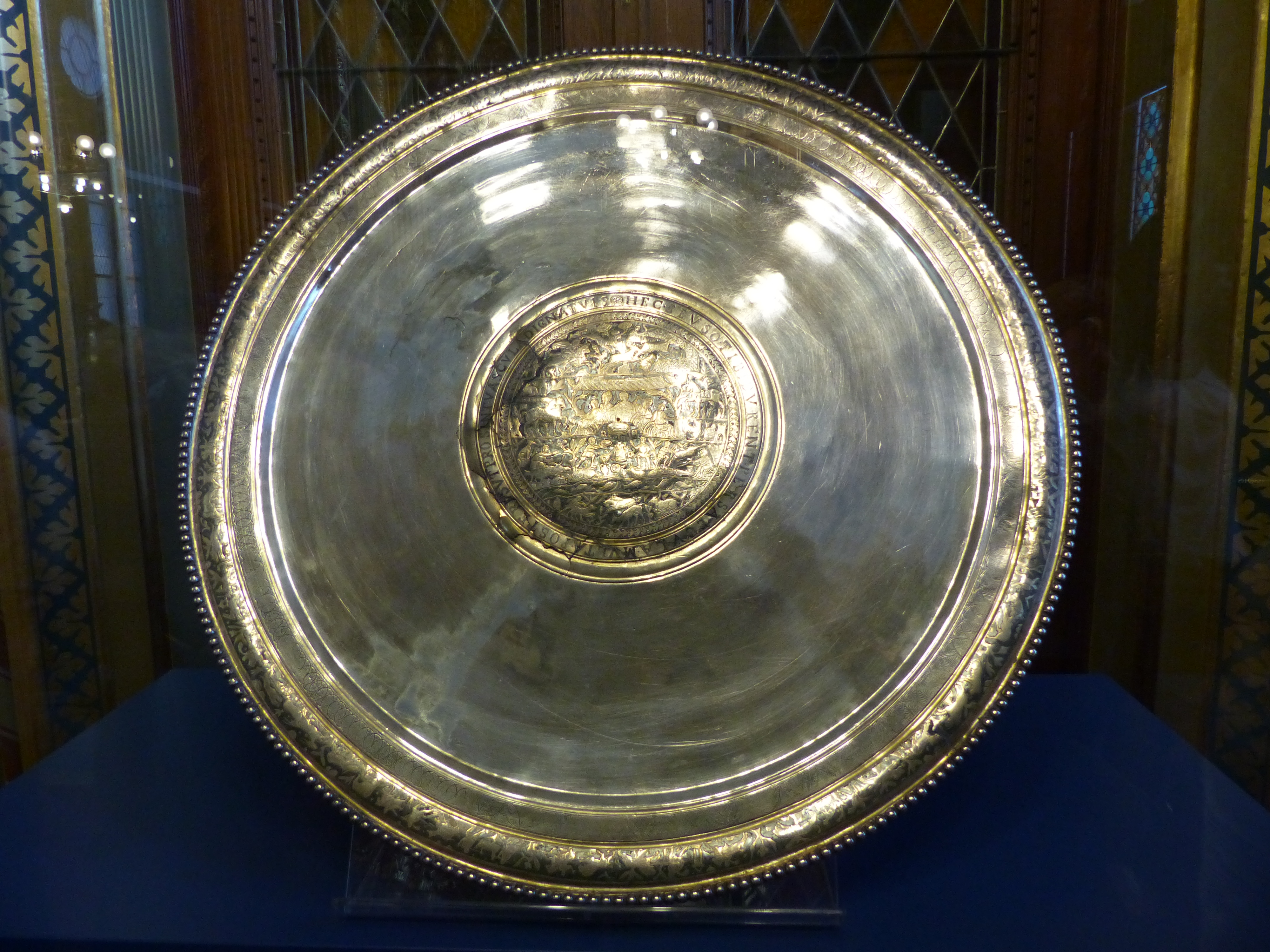
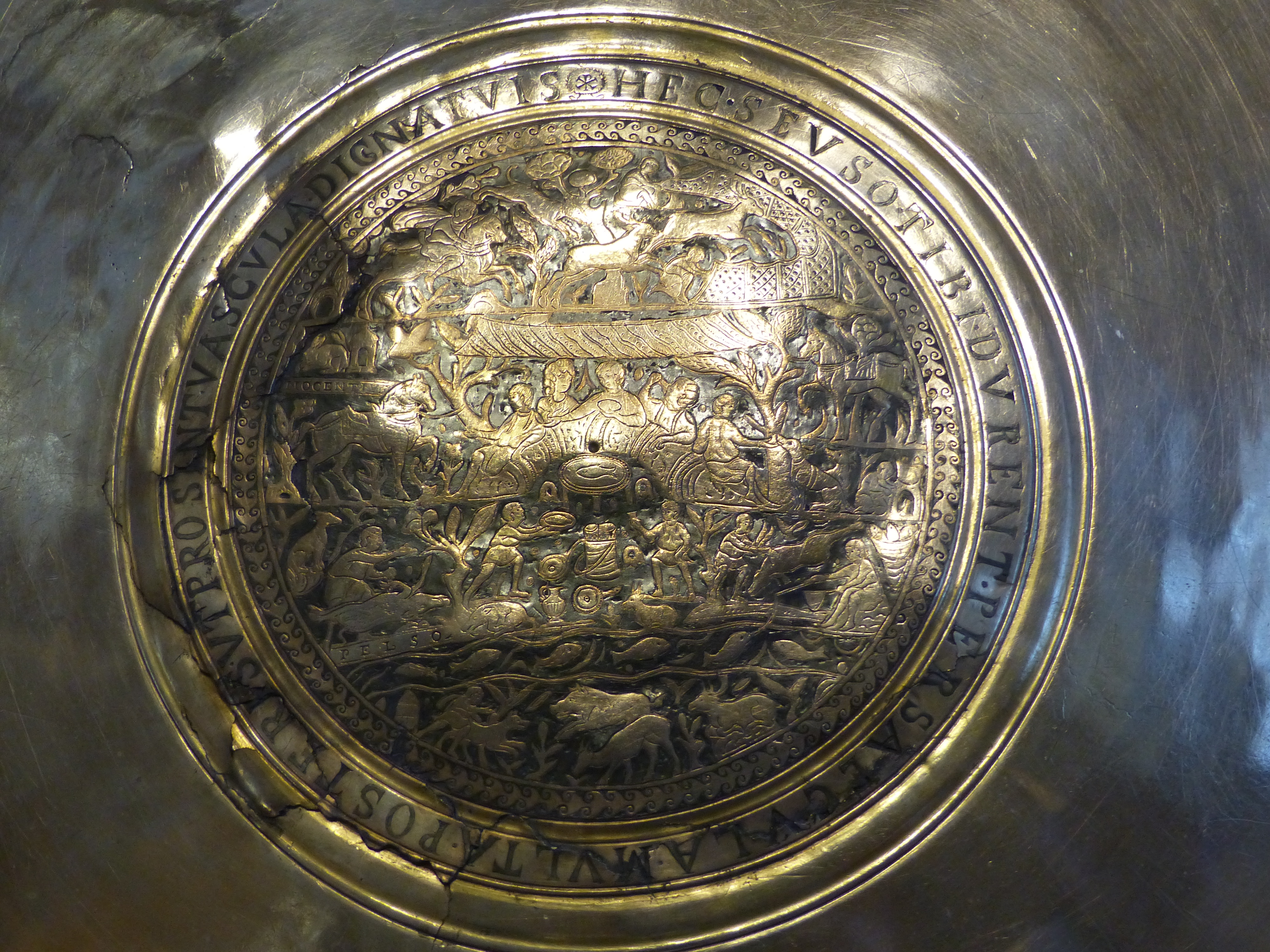
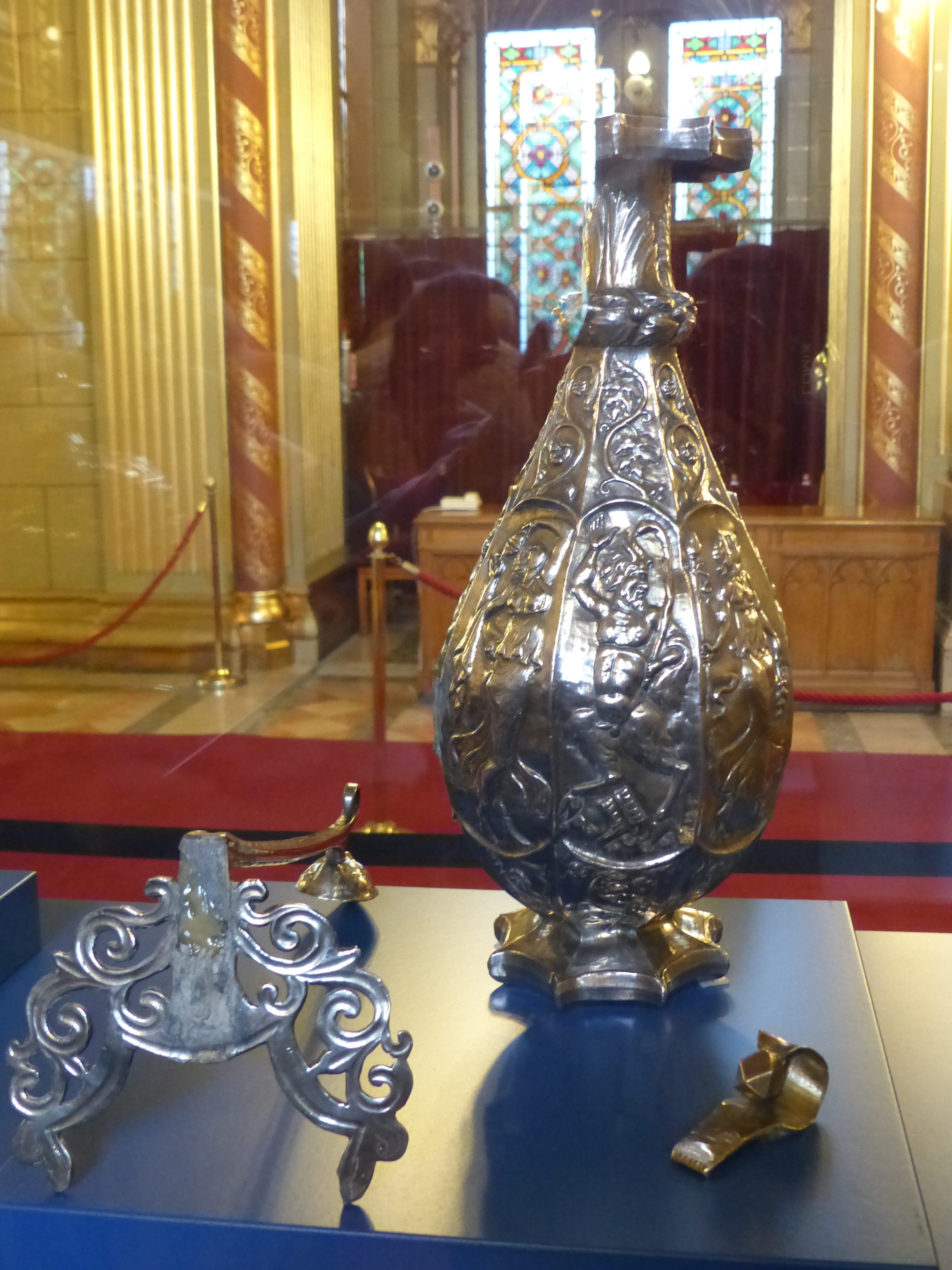
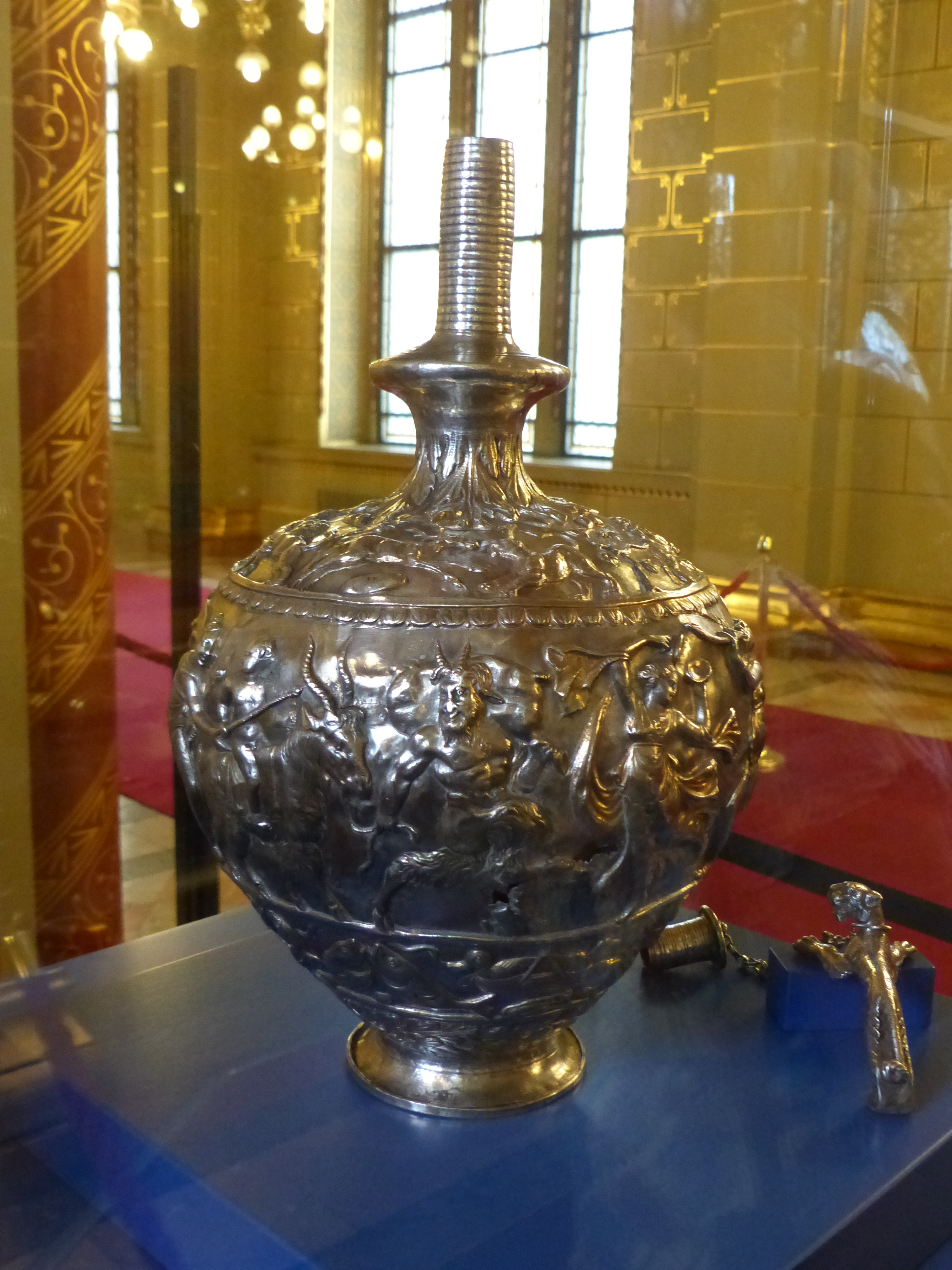
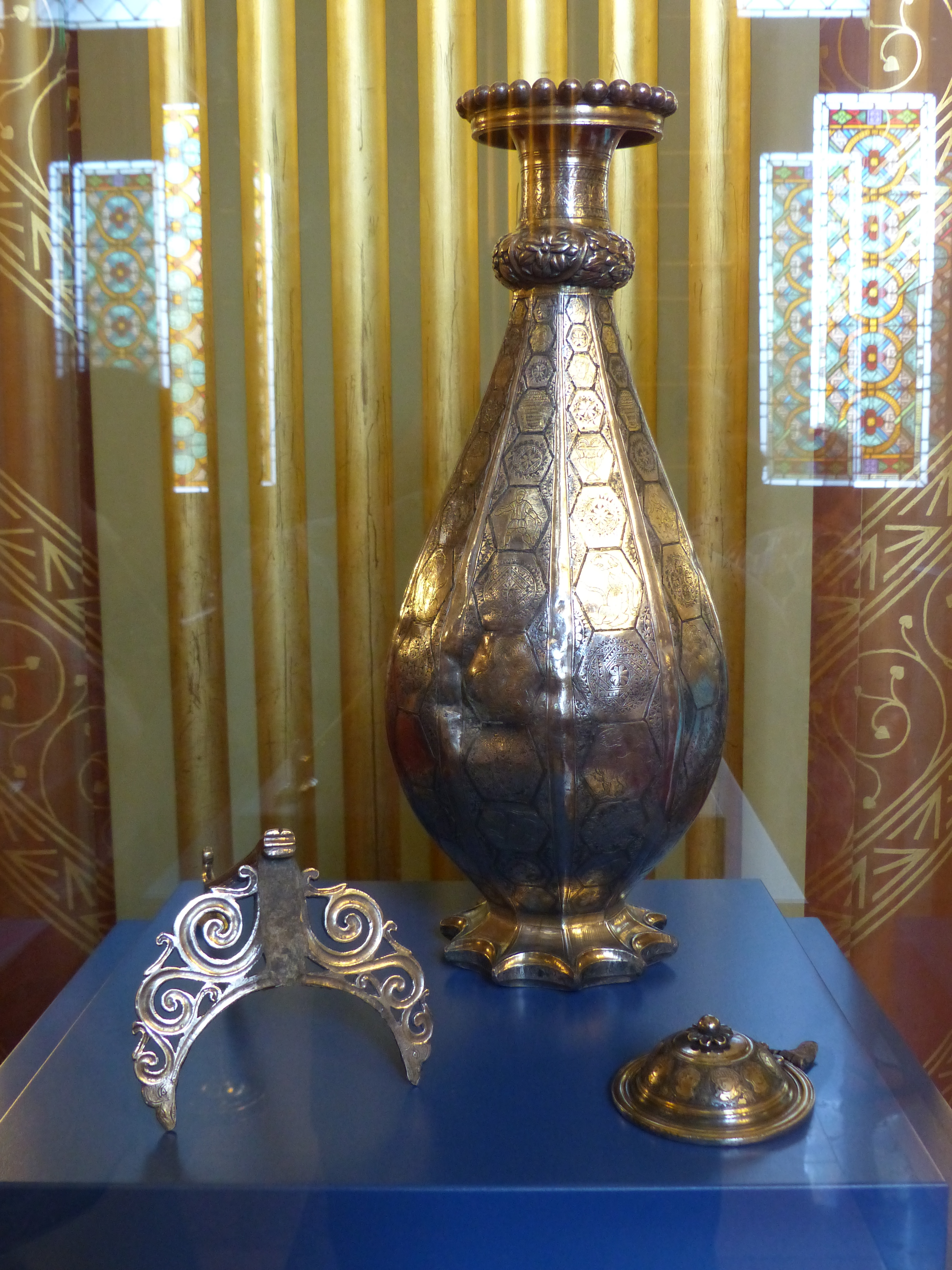
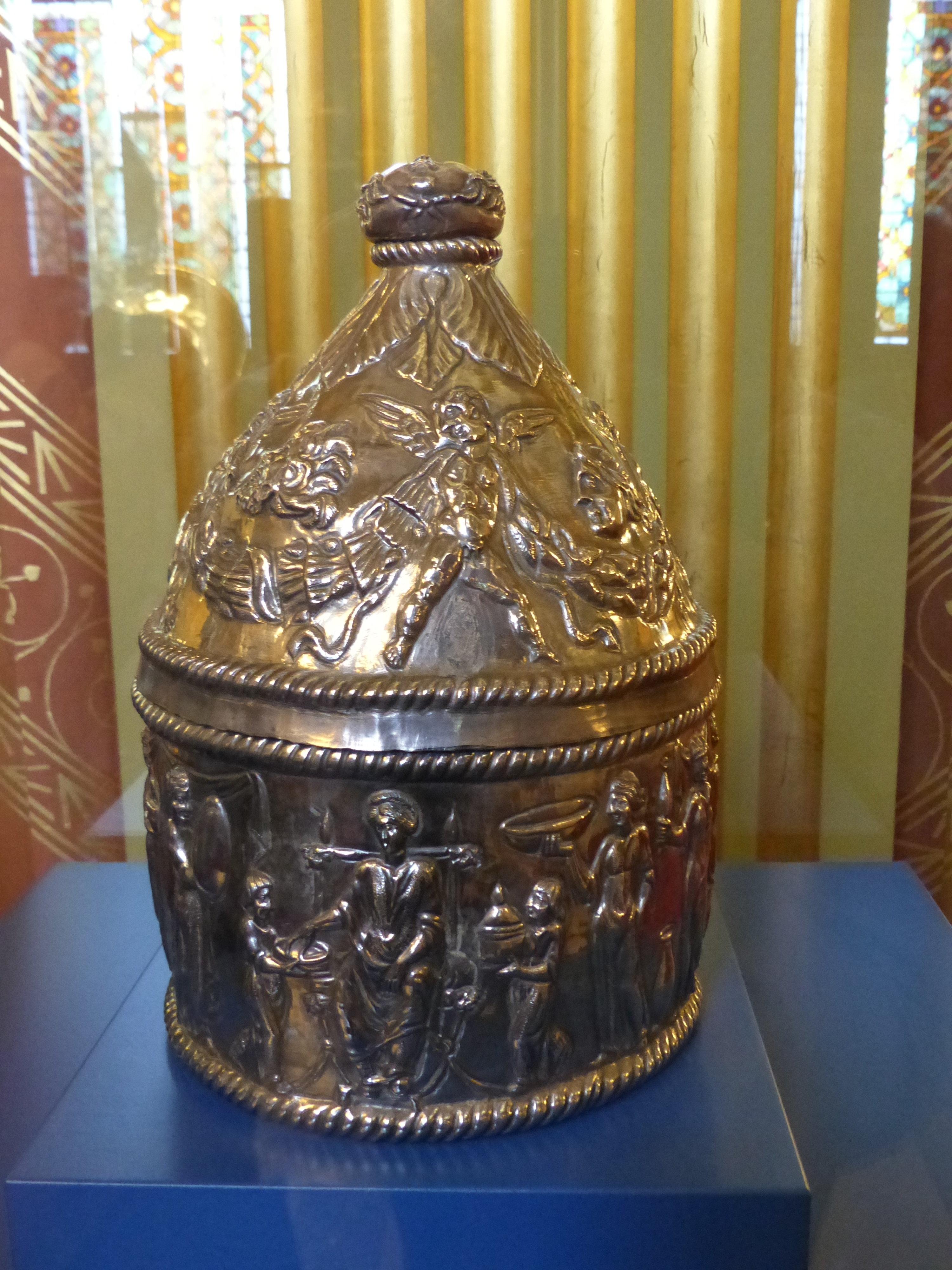
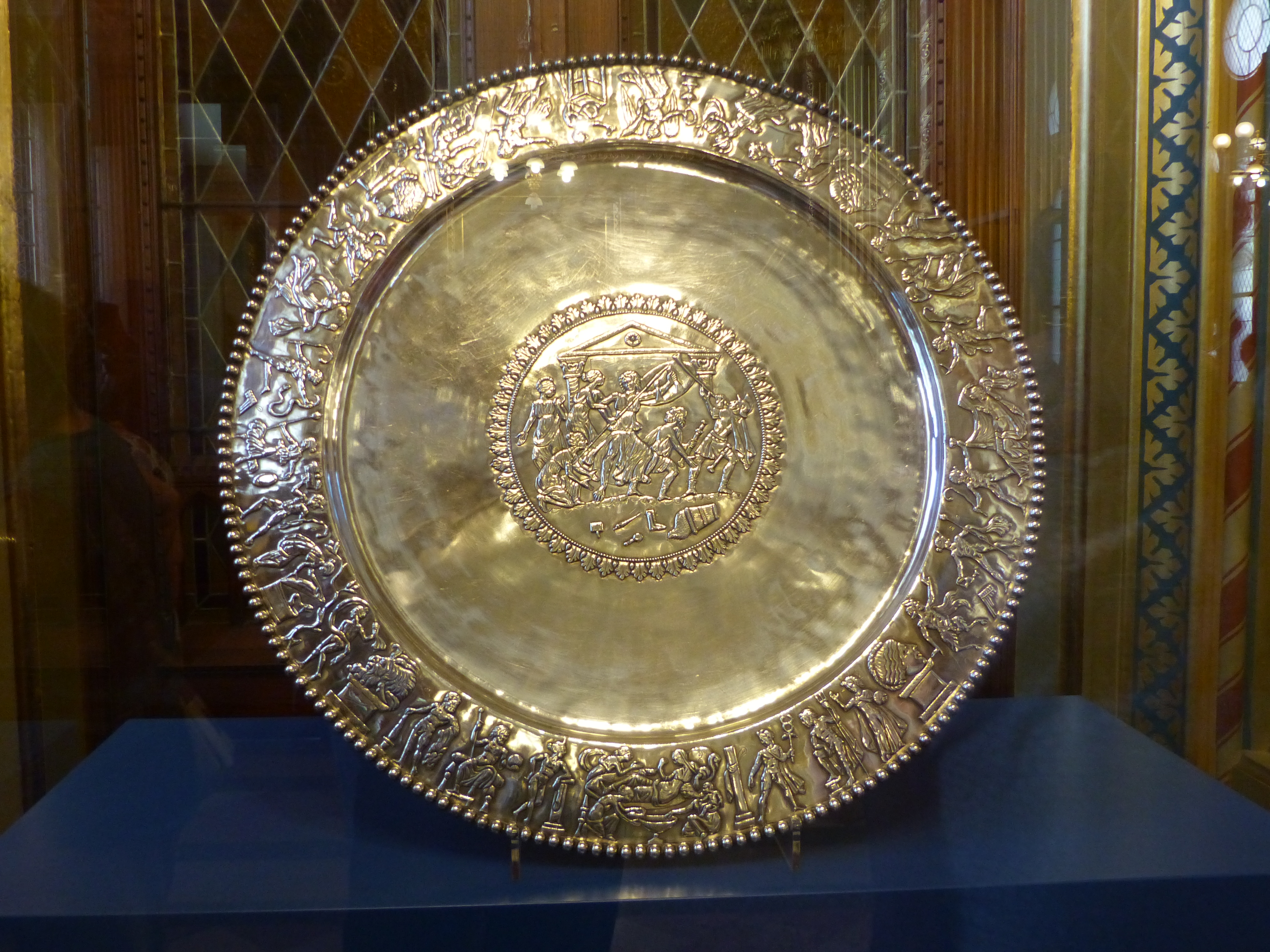
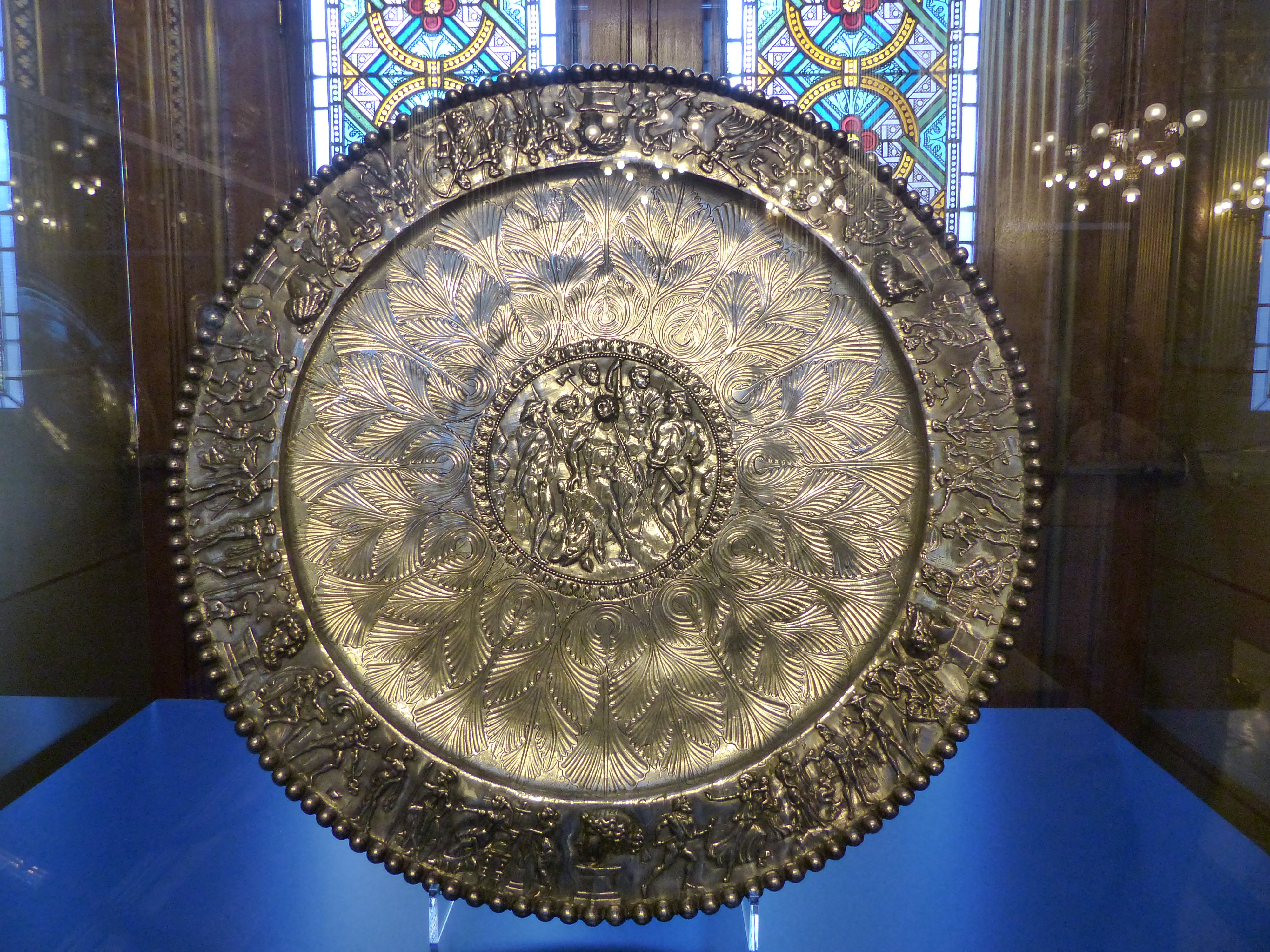
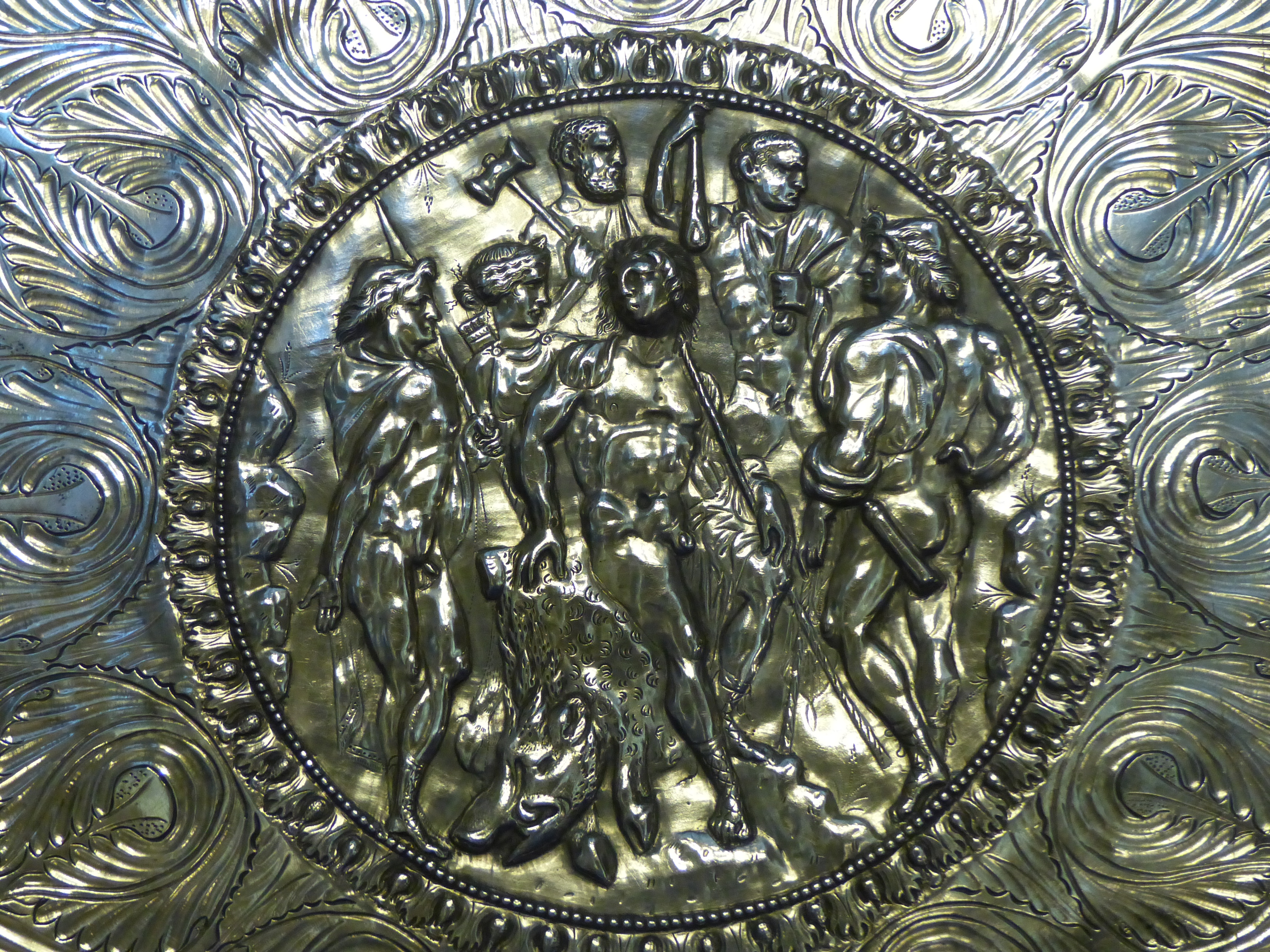

## Комментарии
1. ↑  В некоторых источниках можно встретить название «Сокровища Севсо». Такое название неправильно, поскольку буква v в латинском слове «Sevso» читается как русское «у».